# Semnoz
Der Semnoz ist ein dem Bauges-Massiv zugehöriger Berg bei Annecy im französischen Département Haute-Savoie. Der höchste Punkt, Crêt de Châtillon genannt, liegt auf 1699 Metern über dem Meeresspiegel.
Am 20. Juli 2013 war der Semnoz Zielort der 125 km langen, in Annecy beginnenden vorletzten Etappe der Tour de France.
Der 17,4 km lange, kurvige Anstieg mit 6,97 % durchschnittlicher Steigung von  Annecy zum Gipfel Crêt de Châtillon  ist seitdem eine beliebte, häufig von Fahrrad- und Motorradfahrern befahrene Bergstrecke.
Die Hänge des Semnoz bilden auch für Gleitschirmflieger populäre Abflugspunkte.